# The Delinquent Season
The Delinquent Season è un film irlandese del 2018 scritto e diretto da Mark O'Rowe, qui alla sua opera prima. 

## Trama
Due coppie di amici, Jim e sua moglie Danielle e Yvonne e suo marito Chris, hanno due figli ciascuna e sembrano vivere in felicità coniugale finché non iniziano ad apparire delle crepe in entrambi i matrimoni apparentemente stabili. Il film pone la domanda: "Quanto bene ci conosciamo veramente?" ed esplora le idee di amore, lussuria e relazioni familiari.

## Distribuzione
Il film è stato presentato in anteprima al Dublin International Film Festival l'8 marzo 2018, per poi venire distribuito nelle sale irlandesi dal 27 aprile 2018. In Italia è ancora inedito.